# Vaccin împotriva encefalitei japoneze
Vaccinul împotriva encefalitei japoneze este un vaccin care oferă protecție împotriva encefalitei japoneze. Vaccinurile sunt eficiente în proporție mai mare de 90%. Durata protecției acestuia nu este clară, dar se pare ca eficiența sa scade în timp. Se administrează fie prin injecția într-un mușchi sau subcutanat.
Acesta este recomandat ca parte a schemei de imunizare în țările în care această boală este o problemă de sănătate. Se administrează una sau două doze, în funcție de versiunea vaccinului. În general, nu sunt necesare doze suplimentare în zonele în care boala este considerată comună. La acele persoane cu HIV/SIDA sau la femeile însărcinate, ar trebui administrate doar vaccinuri inactivate. Se recomandă imunizarea călătorilor care plănuiesc să își petreacă timpul în aer liber în zonele unde boala este comună.
Vaccinurile sunt relativ sigure. Roșeața și durerea pot apărea la locul injectării. Din anul 2015, 15 tipuri diferite de vaccinuri sunt disponibile. Unele se bazează pe tehnici de recombinare a ADN-ului, iar altele sunt vaccinuri corpusculare ce conțin tulpini atenuate sau inactivate ale virusului. La nivel european, vaccinul disponibil se numește Ixiaro și conține o tulpină virală inactivată și adsorbită pe hidroxid de aluminiu.
Vaccinurile împotriva encefalitei japoneze au devenit disponibile pentru prima dată după anul 1930. Se află pe lista medicamentelor esențiale ale Organizației Mondiale a Sănătății, ce reunește cele mai importante medicamente necesare într-un sistem de sănătate de bază.